# Brandy Alexandre
Brandy Alexandre (Huntington Beach, 17 luglio 1964) è un'ex attrice pornografica statunitense.

## Carriera
Nel 1991 ha scritto, prodotto, diretto e interpretato Cheeks 5: Cop A Feel. Questo video le ha fruttato una nomination agli AVN Award per la migliore regia. Alexandre ha anche scritto, prodotto e diretto il video del 1992 Best Butt(e) in the West, la sua ultima apparizione in un film per adulti. Altre nomination includono quella per la Migliore scena di sesso per il video Making Tracks (1991), e per la Migliore attrice non protagonista per il video Mystic Pieces (1989). Brandy Alexandre ha lasciato l'industria cinematografica per adulti nel 1992. I suoi video pornografici più recenti hanno continuato ad essere ristampati anche negli anni seguenti il 1993.

## Dopo il ritiro
Dopo avere abbandonato l'industria del cinema per adulti, Alexandre ha ripreso a lavorare come segretaria, l'occupazione che svolgeva prima di diventare un'attrice pornografica.  È fermamente convinta del fatto che gli interpreti di film per adulti dovrebbero essere noti solo con il proprio pseudonimo artistico, almeno finché non sia la persona stessa a decidere di rivelare pubblicamente il proprio nome reale oppure esso non venga a conoscenza dei media generalisti in seguito ad eventi legati all'attività professionale.

## Filmografia

### Come attrice
- 1994 Bustin' Out My Best!
- 1993 Chameleons: Patti Gee
- 1993 In Your Face... Again
- 1993 Pussyman 2: The Prize
- 1992 Best Butte in the West: Kathryn Josephs/Katy Jo
- 1992 Cat & Mouse: Lynn
- 1992 Honey I Blew Everybody
- 1992 Saturday Night Special
- 1992 Sexual Olympics 2
- 1992 Seymore Butts: In the Love Shack 2: Brandy
- 1991 Bend Over Babes 2
- 1991 Bikini City (come Brandy Alexander)
- 1991 Cheeks 5: Cop a Feel: Nora
- 1991 De Blond
- 1991 Puttin' Her Ass on the Line: Brandy
- 1991 Shadow Dancers I: Cobra
- 1991 Shadow Dancers II: Cobra
- 1991 Talk Dirty to Me: Part 8: Listener
- 1991 The Hindlick Maneuver (come Brady Alexandre):Brandy
- 1991 Toy Box Lingerie Show
- 1991 Twin Peeks
- 1990 Bend Over Babes
- 1990 Buttman Goes to Rio: Robin
- 1990 Cheeks 4: A Backstreet Affair: Muffy
- 1990 Kinky Business II
- 1990 Soft Tail
- 1990 Sumo Sue & the Fat Ladies of Wrestling(come Brandy Alexander): Cameriera
- 1990 When Larry Ate Sally
- 1989 Bare Essence : Liz
- 1989 Behind You All the Way II
- 1989 Blowing in Style : Lori
- 1989 Call Girls in Action
- 1989 Competition
- 1989 Dance Fire
- 1989 Debbie Class of '89
- 1989 Detroit Dames
- 1989 Diamond in the Rough
- 1989 Earthquake Girls (come Brandy Alexander)
- 1989 Late Night for Lovers (come Brandy Alexander)
- 1989 Mystic Pieces: Lonnie
- 1989 My Wildest Date: Gabrielle
- 1989 Nightdreams II
- 1989 Private Places
- 1989 Rock 'n Roll Heaven
- 1989 Talk Dirty to Me: Part 7 (come Brandy Alexander)
- 1989 Taylor Made
- 1989 The Love Shack
- 1989 The Sexual Zone
- 1989 Whore of the Roses
- 1989 Who Shaved Aja?
- 1988 Caught from Behind 9
- 1988 Dreams in the Forbidden Zone
- 1988 Fantasy Girls
- 1988 Foolish Pleasures (come Brandy Alexander)
- 1988 Hyapatia Lee's Arcade Series 1
- 1988 Hyapatia Lee's Arcade Series 2
- 1988 Lawyers in Heat (come Brandy Alexander): Delivery woman
- 1988 Love on the Run (come Brandy Alexander): Laura
- 1988 Making Tracks (come Brandy Alexander)
- 1988 Only the Strong Survive
- 1988 Search for an Angel  (come Brandy Alexander): Kira
- 1988 The Kink
- 1988 Tricks of the Trade
- 1988 Unchain My Heart
- 1987 Best Friends II
- 1987 Born to Be Wild
- 1987 Debbie Does the Devil in Dallas
- 1986 Satania
- 1985 Centerfold Celebrities 5 (come Brandy Alexander)
- 1984 Centerfold Celebrities 4
- 1984 Fantasy Land

### Come regista
- 1992 Best Butte in the West
- 1991 Cheeks 5: Cop a Feel
- 1991 De Blond